# دوچرخه‌سواری در المپیک تابستانی ۲۰۲۴ – رقابت جاده انفرادی مردان
رقابت جاده انفرادی مردان یکی از رویدادهای دوچرخه‌سواری در المپیک تابستانی ۲۰۲۴ است که در ۳ اوت ۲۰۲۴ در پاریس برگزار شده است.
در این دوره از بازی‌ها، یک ورزشکار ایرانی در این ماده حضور داشت. علی لبیب در این بخش توانست از خط پایان عبور کند و از بین ۹۰ ورزشکار، به رتبه ۷۶ ام دست یابد. پس از المپیک ۲۰۰۸ که حسین عسگری و قادر میزبانی موفق به عبور از خط پایان شده بودند، هیچ رکابزن ایرانی نتوانسته بود به این موفقیت دست یابد.

## نتایج
| رتبه |    | دوچرخه‌سواری      | کشور                | زمان    | Diff.   |
| ---- | -- | ---------------- | ------------------- | ------- | ------- |
| 1    | ۶  | رمکو اونپول      | بلژیک               | ۶:۱۹:۳۴ |         |
| 2    | ۲۵ | والنتین مدواس    | فرانسه              | ۶:۲۰:۴۵ | + ۱:۱۱  |
| 3    | ۲۴ | کریستف لاپورت    | فرانسه              | ۶:۲۰:۵۰ | + ۱:۱۶  |
| ۴    | ۶۷ | آتیلا والتر      | مجارستان            | ۶:۲۰:۵۰ | + ۱:۱۶  |
| ۵    | ۶۰ | تامز اسکویینش    | لتونی               | ۶:۲۰:۵۰ | + ۱:۱۶  |
| ۶    | ۵۶ | مارکو هالر       | اتریش               | ۶:۲۰:۵۰ | + ۱:۱۶  |
| ۷    | ۴۰ | استفن کونگ       | سوئیس               | ۶:۲۰:۵۰ | + ۱:۱۶  |
| ۸    | ۱۲ | جان تراتنیک      | اسلوونی             | ۶:۲۰:۵۰ | + ۱:۱۶  |
| ۹    | ۳۱ | متئو یورگنسن     | ایالات متحده آمریکا | ۶:۲۰:۵۰ | + ۱:۱۶  |
| ۱۰   | ۵۱ | بن هیلی          | ایرلند              | ۶:۲۰:۵۴ | + ۱:۲۰  |
| ۱۱   | ۲۳ | ژولیان آلافیلیپ  | فرانسه              | ۶:۲۰:۵۹ | + ۱:۲۵  |
| ۱۲   | ۱  | ماتیو فان در پول | هلند                | ۶:۲۱:۲۳ | + ۱:۴۹  |
| ۱۳   | ۲۷ | تام پیدکوک       | بریتانیای کبیر      | ۶:۲۱:۲۴ | + ۱:۵۰  |
| ۷۶   | ۸۵ | علی لبیب         | ایران               | ۶:۴۶:۳۳ | + ۲۶:۵۹ |